# Szabó Tünde (atléta)
Szabó Tünde (Dombóvár, 1989. február 8. –) magyar atléta.

## Sportpályafutása
Nyolctól tizenegy éves koráig úszott. Ezt követően kezdett futni. Tizennyolc éves korától állt át az utcai versenyszámokra. 2014. márciusban futotta első maratoni versenyét (2:44:37). 2015 októberében Frankfurtban teljesítette az olimpiai kiküldetési szintet.
2016-ban a riói olimpián női maratonfutásban a 83. helyen végzett (2:45:37).

### Legjobb eredményei
- Frankfurt Maraton: 21. hely (2015)
- Hvar Félmaraton: 1. hely (2015)
- Félmaraton országos bajnokság: 2. hely (2015)
- Szarajevó Félmaraton: 2. hely (2013)